# Bävattnet
Bävattnet är en sjö i Strömsunds kommun i Ångermanland och ingår i Ångermanälvens huvudavrinningsområde. Sjön har en area på 0,452 kvadratkilometer och ligger 248,8 meter över havet. Sjön avvattnas av vattendraget Bäån.

## Delavrinningsområde
Bävattnet ingår i det delavrinningsområde (710450-153262) som SMHI kallar för Utloppet av Bävattnet. Medelhöjden är 269 meter över havet och ytan är 3,18 kvadratkilometer. Räknas de 4 avrinningsområdena uppströms in blir den ackumulerade arean 14,76 kvadratkilometer. Bäån som avvattnar avrinningsområdet har biflödesordning 4, vilket innebär att vattnet flödar genom totalt 4 vattendrag innan det når havet efter 183 kilometer. Avrinningsområdet består mestadels av skog (79 procent). Avrinningsområdet har 0,45 kvadratkilometer vattenytor vilket ger det en sjöprocent på 14,1 procent.